# Katarzyna Skórzyńska
Katarzyna Maria Skórzyńska GOIH • GCM (Varsóvia, 29 de outubro de 1959) é uma diplomata polaca, e foi Embaixadora da República da Polónia em Portugal entre setembro de 2007 e junho de 2012.

## Biografia
É Mestre em Sociologia pela Universidade de Varsóvia e pós-graduada na área das Relações Económicas Internacionais (Escola Superior de Comércio, Instituto da Economia Mundial). Foi bolseira da Fundação Eisenhower. Antigo membro do Conselho da Associação Cívica de Educação, foi assessora e representante do Ministro da Educação da Polónia entre 1989 e 1992. Embaixadora da República da Polónia no Brasil (1992/1996), e Sub-secretária de Estado na Repartição do Comité de Integração Europeia (2000/2001). Em 2006, foi nomeada Diretora do Departamento de Política Económica Internacional do Ministério dos Negócios Estrangeiros polaco. De 2007 a 2012 foi Embaixadora da República da Polónia em Portugal.

## Carreira Profissional
- 1987-1989 – Membro do Conselho da Associação Social da Educação
- 1989-1992 – Assessora e representante do Ministro da Educação Nacional
- 1992-1996 – Embaixadora da República da Polónia no Brasil
- 1996-1997 – Conselheira Superior no Departamento das Relações Económicas do Ministério dos Negócios Estrangeiros da Polónia
- 1997-2000 – Secretária-geral da Europeenne Services Sp. z o.o.
- 2000-2001 – Sub-secretária de Estado do Comité da Integração Europeia
- 2002-2004 – Presidente do Conselho do Centro dos Estudos Internacionais e das Autoridades Locais
- 2004-2006 – Diretora-gerente da empresa de consultadoria Kantor Polska Sp. z o.o.
- 2006-2007 – Diretora do Departamento da Política Económica Internacional do Ministério dos Negócios Estrangeiros polaco
- 2007-2012 – Embaixadora da República da Polónia em Lisboa
- 2012-2016 – Diretora do Instituto Polaco da Diplomacia

## Condecorações
- Cruz de Oficial da Ordem da Polónia Restituta (Polónia, ? de ? de 2012)
- Grã-Cruz da Ordem do Mérito (Portugal, 1 de Setembro de 2008)[2]
- Grande-Oficial da Ordem do Infante D. Henrique (Portugal, 19 de Abril de 2012)[2]
- Grã-Cruz da Ordem Nacional do Cruzeiro do Sul) (Brasil, ? de ? de 20??)
- Insígnia de Ouro da Associação dos Combatentes Polacos (Repartição no Brasil)
- Cidadã Honorária do Rio de Janeiro